# アルベルト・ガルシア・フェルナンデス
アルベルト・ガルシア・フェルナンデス（Alberto García Fernández、1971年2月22日 - ）は、スペイン・マドリード出身の陸上競技選手。5000メートル競走などの長距離走やクロスカントリーを専門としている。

## 経歴
スペインの首都マドリード出身。活躍しだしたのは20代後半になってからである。1997年にイタリアのバーリで開催された地中海競技大会の5000メートルで金メダルを獲得した。1998年の世界クロスカントリー選手権大会ではシニア男子ショート（4㎞）で19位となり、1999年の同大会ではシニア男子ショートで49位となり、2000年の同大会ではシニア男子（12km）で29位となった。
1999年の世界陸上競技選手権大会と2000年のシドニーオリンピックでは5000メートルで予選敗退だった。2001年の世界陸上競技選手権では5000メートルで4位となり、2002年のヨーロッパ陸上競技選手権大会では5000メートルで優勝した。後者の大会では10000メートルでもスペインのホセ・マヌエル・マルティネスが優勝している。
2003年にイギリスのバーミンガムで開催された世界室内陸上競技選手権大会では、3000メートルでヨーロッパ室内記録を更新する7分32秒98を記録し、エチオピアのハイレ・ゲブレセラシェに次いで銀メダルを獲得した。なお、この記録は2010年に同胞のセルヒオ・サンチェスに破られている。2003年3月にスイスのローザンヌで開催された世界クロスカントリー選手権後に実施されたドーピング検査では、禁止されているエリスロポエチン(EPO)で陽性反応が出たことで、2年間の大会出場停止処分を受けた。2年間の出場停止処分が明けると、ガルシアは再び競技に戻った。
2005年のヨーロッパクロスカントリー選手権ではウクライナのセルゲイ・レビッドに次ぐ2位となり、スペインのパレンシア県で開催されたクロス・インテルナシオナル・デ・ベンタ・デ・バニョスで優勝した。トラック種目では出場停止処分前の自己記録を更新することができなかった。2008年の北京オリンピックには5000メートルに出場したが、13分58秒20だった予選は9位であり、決勝に進めなかった。
グアルディア・シビル（治安警察）が行ったガルゴ作戦の過程で、ガルシアは組織的なドーピングに関与したとして2010年12月9日に逮捕された。釈放時にはドーピングドラッグの密輸に関与していたことを強く否定した。

## 自己記録
室内
- 3000メートル: 7分32秒98（2003年） - ヨーロッパ記録（当時）

屋外
- 1500メートル: 3分35秒69（2001年）
- 1マイル競走: 3分58秒81（1998年）
- 2000メートル: 4分56秒08（1997年）
- 3000メートル: 7分36秒53（2001年）
- 5000メートル: 13分02秒54（2001年）
- 10000メートル: 27分46秒12（1999年）